# Oberschule (Bremen)
Die Oberschule in Bremen entstand, als 2010 das allgemeinbildende staatliche Schulsystem in der Freien Hansestadt Bremen zu einem zweigliedrigen System umgegliedert wurde. Das Schulsystem besteht danach aus den Stufen Grundschule sowie den Oberschulen (zumeist bis Klasse 10 bzw. Klasse 12) und Gymnasien (bis Klasse 12).
Im Bundesland Bremen gibt es 41 Oberschulen.

## Die Oberschule im Bremer Schulsystem

### Das Schulsystem
Bis zum 1. August 2011 sollen sich in Bremen alle Schulzentren, Stadtteilschulen und Gesamtschulen jahrgangsweise in Oberschulen umwandeln. Der weitaus größte Teil der Schülerinnen und Schüler in der Sekundarstufe I soll künftig die Oberschule besuchen.
Nach der vierjährigen Grundschule umfasst die Oberschule die Jahrgänge 5 bis 12. Eine Durchgängigkeit aller Jahrgänge soll garantiert werden. Für alle Schüler gibt es bei entsprechenden Leistungen einen Rechtsanspruch auf einen Platz in der gymnasialen Oberstufe ihrer Schule. Ein reibungsloser Übergang soll auch an jenen Oberschulen gewährleistet werden, deren Oberstufe nicht unter dem eigenen Dach ist. Dazu stimmen die jeweiligen Schulen die Lehrpläne und Profile ab, tauschen Lehrer aus und informieren sich gegenseitig über die Leistungen der Schüler.
Es sollen pro Klasse maximal 25 Schüler lernen. Das Lehrerteam mit zwei Klassenleitern begleitet den Jahrgang von Klasse 5 bis 10.
Die Bildungsgänge, die zum Abitur führen, sollen den Anforderungen des Gymnasiums entsprechen. Die Oberschule führt in der Regel nach 13 Jahren zum Abitur (Gymnasium nach 12 Jahren). Es kann auch ein Bildungsgang eingerichtet werden, der bereits nach 12 Jahren zum Abitur führt. Schüler, die bereits nach Jahrgangsstufe 9 in die Einführungsphase der Gymnasialen Oberstufe wechseln wollen, erhalten in den Jahrgangsstufen 7 bis 9 zusätzlichen Unterricht in den Fächern Deutsch, Fremdsprache, Naturwissenschaften, Politik und Gesellschaft sowie Mathematik. In Klasse 5 bis 10 sollen 31 bis 32 Unterrichtsstunden pro Woche durchschnittlich erteilt werden.

### Übersicht zum Ablauf von Klasse 5 bis 12
- Sekundarstufe I
  - Klasse 5 und 6: Unterricht aller Fächer im Verband.
  - Klasse 7 und 8: Mathe, Deutsch und Naturwissenschaften werden nach E (Erweiterung)- und G (Grund) -Niveau differenziert.
  - Klasse 9 und 10: Mindestens zwei der Fächer Mathematik, Deutsch und eine Naturwissenschaften sind im E-Niveau
- Sekundarstufe II: Gymnasiale Oberstufe
  - Klasse 11 und 12: Einführungsphase und Qualifikationsphase zum Abitur

### Differenziertes Lernen
In der Bremer Verordnung über die Sekundarstufe I der Oberschule heißt es in § 8 Grundlagen der Differenzierung und Förderung unter anderem:
„(2) Innere Differenzierung ist in allen Fächern wegen der unterschiedlichen Lernvoraussetzungen und Leistungsfähigkeiten der Schülerinnen und Schüler Unterrichtsprinzip beim Unterricht in den Klassen und Kursen.
(3) Die Schule differenziert im Übrigen durch
1. Fachleistungsdifferenzierung,
2. Wahlpflichtunterricht,
3. Wahlunterricht,
4. Förderunterricht.“
Auf das unterschiedliche Leistungsvermögen und Lerntempo der Schüler soll also beim Unterricht eingegangen werden mit folgenden Unterrichtsformen:
Rollenspiele, zusätzliche Lernhilfen, Zusatzaufgaben die Anreize bieten, Lernwerkstätten mit differenzierten Materialangeboten, Themenerarbeitung durch Lernstationen, Lernkarteien, Arbeitsaufträge für die Woche, Projektarbeit auf verschiedenen Leistungsniveaus, Übungsstunden zur Inhaltsvertiefung, Unterricht in kleineren Gruppen bei z. B. Mathematik, Deutsch und Naturwissenschaften ab Klasse 7 oder Wahlpflichtunterricht z. B. in einer zweiten Fremdsprache von Klasse 6 bis 10.
Individuell wird gefördert durch Förderunterricht bei Lernschwierigkeiten mit unterschiedlichen Angeboten.
Besonders begabte Schüler erhalten Angebote zum selbstständigen Arbeiten durch z. B. Teilnahme an Wettbewerbe und besondere, Fächergrenzen überschreitende Facharbeiten.

### Bewertung der Leistungen
Die Zeugnisordnung sieht vor, dass Leistungen durch Ziffernnoten oder in schriftlicher Form geschehen
können. Die Schüler erhalten ergänzend oder an Stelle des Zensuren-Zeugnisses zum Ende des Schulhalbjahres ihren individuellen Lernentwicklungsbericht.

### Berufliche Fachoberschulen (FOS)
Nach dem Realschulabschluss gibt es verschiedene Möglichkeiten, das Abitur zu erwerben. Absolventen können Doppelqualifizierende Bildungsgänge oder das Berufliche Gymnasium besuchen. Sie können aber auch die Fachoberschule besuchen, die zur Fachhochschulreife führt und der sich die Berufsoberschule anschließt, mit deren Abschluss man auch die allgemeine Hochschulreife erhält.

## Geschichte des Begriffs Oberschule in Deutschland
Die Deutsche Oberschule wurde durch die Richertsche Gymnasialreform 1924/1925 in Preußen als vierte Gymnasialform eingeführt, neben Gymnasium, Realgymnasium und die lateinlose Oberrealschule.
Von 1937 bis 1945 wurden Gymnasien, Realgymnasien oder Oberrealschulen im Deutschen Reich in Oberschulen umbenannt. Nur noch wenige Gymnasien, in Bremen war es nur das Alte Gymnasium, behielten ihre alte Bezeichnung Gymnasium bei.
Nach dem Zweiten Weltkrieg behielten diese zum Abitur führenden Oberschulen bis etwa 1956/57 ihre Bezeichnung bei und wurden dann wieder in Gymnasien umbenannt, wie die Oberschule am Leibnizplatz in der Bremen-Neustadt, Gerhard-Rohlfs-Oberschule in Vegesack, die Oberschule am Barkhof in Bremen-Mitte, sowie die Lessingschule in Bremerhaven-Lehe oder die Wilhelm-Raabe-Schule in Bremerhaven-Geestemünde mit ihrem Oberschulzweig (auch Zweig D genannt).
Seit 1959 war in der DDR die Polytechnische Oberschule (POS) die zehnklassige Einheitsschule und die Erweiterte Oberschule (EOS) die zum Abitur führende höhere Lehranstalt; ihr Vorgänger bis 1959 hieß Oberschule.
2010 führte das Land Bremen, durch die Reform des allgemeinbildenden Schulsystems zu einem zweigliedrigen System, wieder den Begriff Oberschule ein, wenn auch mit anderer Bedeutung als im 20. Jahrhundert. Daneben blieben eine Reihe von Gymnasien bestehen, die heute aber nicht mehr Oberschulen genannt werden. Oberschulen neuen Typs können nur den Sekundarbereich I, aber auch durchgängig die Sekundarbereiche I und II (gymnasiale Oberstufe) bis Klasse 12 umfassen. Bis Ende 2011 wird diese Umstrukturierung abgeschlossen sein.

## Liste der Oberschulen

### Stadt Bremen
Stand: 34 Oberschulen ab 2015 und sechs Fachoberschulen sowie acht Gymnasien (hier nicht aufgeführt)

#### Nord

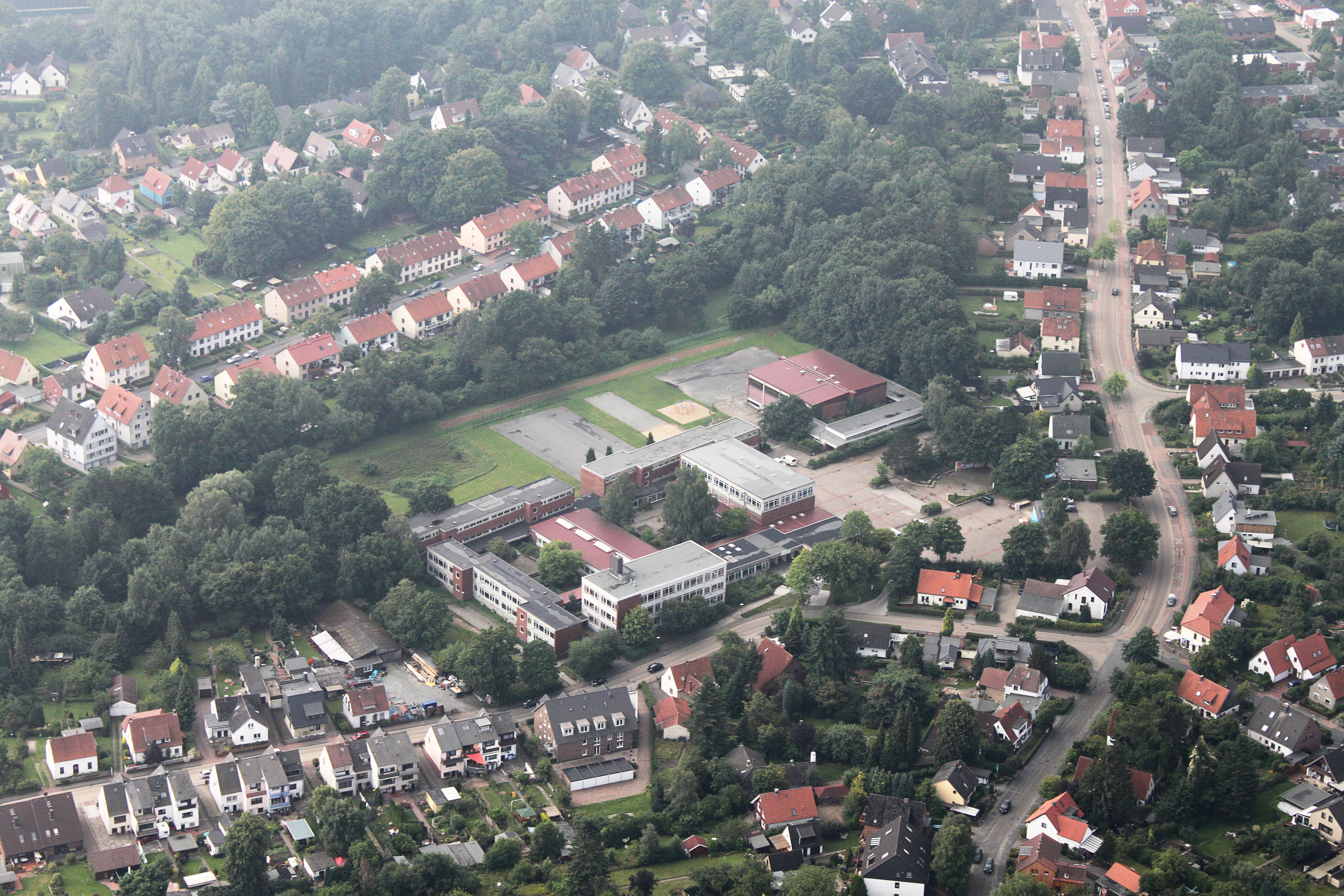
Oberschule Lesum

1. Oberschule In den Sandwehen in Blumenthal
2. Oberschule an der Lehmhorster Straße in Blumenthal
3. Oberschule an der Lerchenstraße in Vegesack
4. Gerhard-Rohlfs-Oberschule in Vegesack
5. Oberschule Lesum (Schule Steinkamp und Schule Heisterbusch) in Lesum
6. Oberschule an der Helsinkistraße in Burgdamm
7. Oberschule an der Eggestedter Straße in Blumenthal ab 2012/13

#### Ost

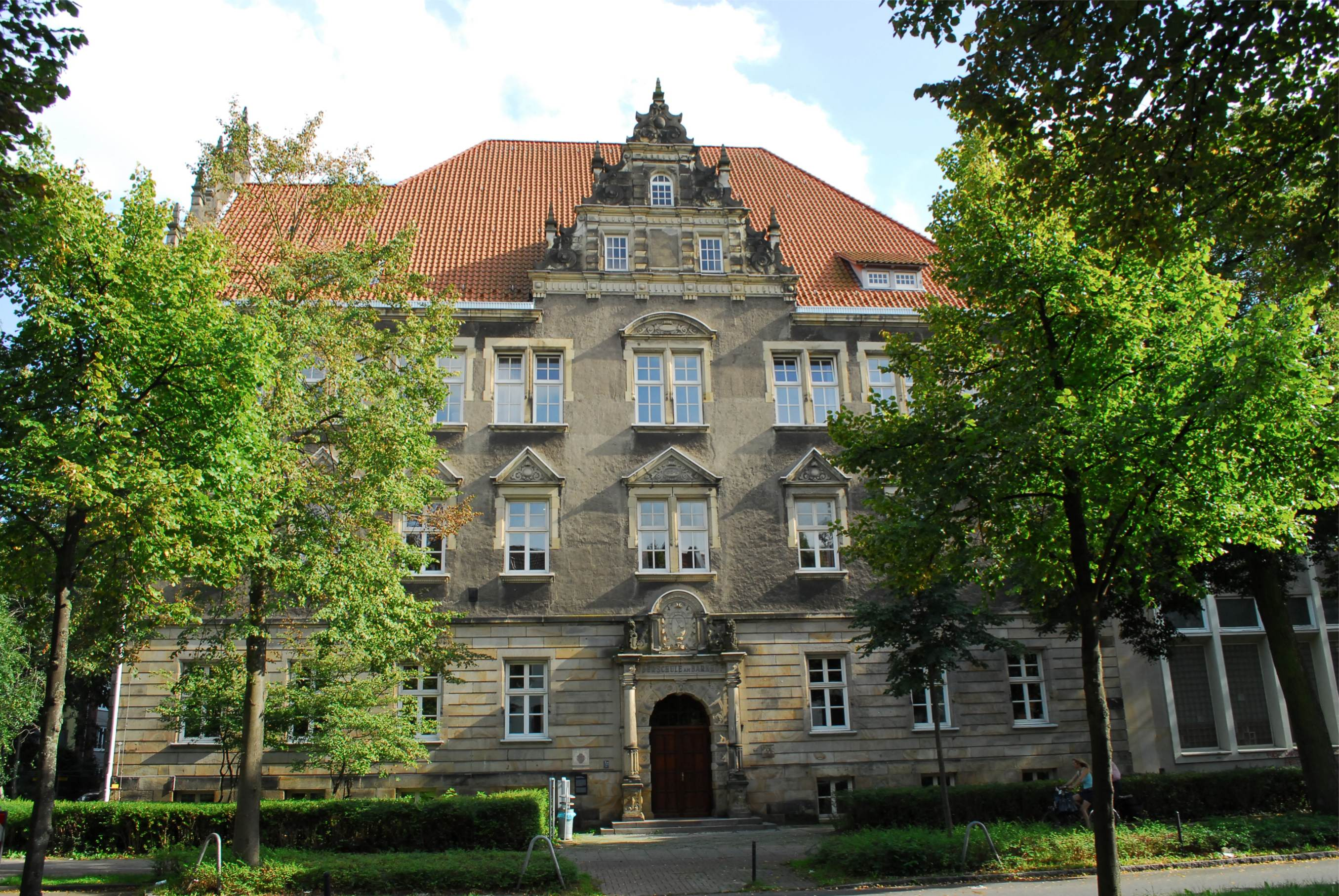
OS am Barkhof

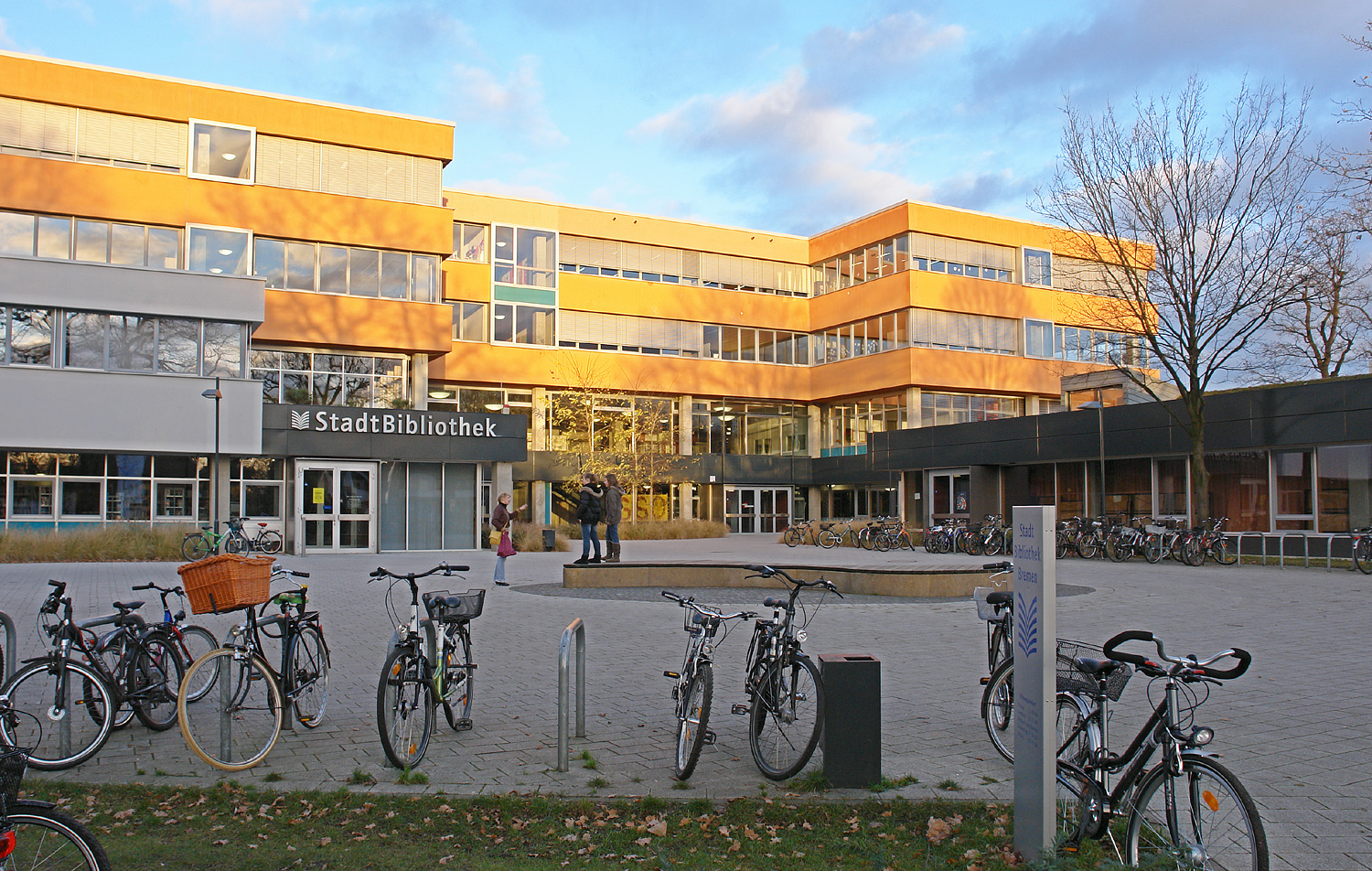
Gesamtschule Ost

1. Oberschule an der Schaumburger Straße in der Östlichen Vorstadt
2. Gesamtschule Bremen-Mitte an der Hemelinger Straße in der Östlichen Vorstadt
3. Oberschule Am Barkhof in Schwachhausen, Parkallee 39
4. Oberschule an der Julius-Brecht-Allee in der Vahr
5. Oberschule an der Carl-Goerdeler-Straße in der Vahr
6. Oberschule an der Ronzelenstraße in Horn-Lehe
7. Oberschule Rockwinkel an der Uppe Angst in Oberneuland
8. Wilhelm-Focke-Oberschule; Bergiusstraße in Horn-Lehe
9. Oberschule Sebaldsbrück in Sebaldsbrück
10. Oberschule an der Kurt-Schumacher-Allee in der Vahr
11. Wilhelm-Olbers-Oberschule; Drebberstraße in Hemelingen
12. Albert-Einstein-Oberschule; Kolk in Osterholz
13. Oberschule an der Koblenzer Straße in Osterholz
14. Gesamtschule Bremen-Ost; Walliser Straße in Osterholz

#### Süd

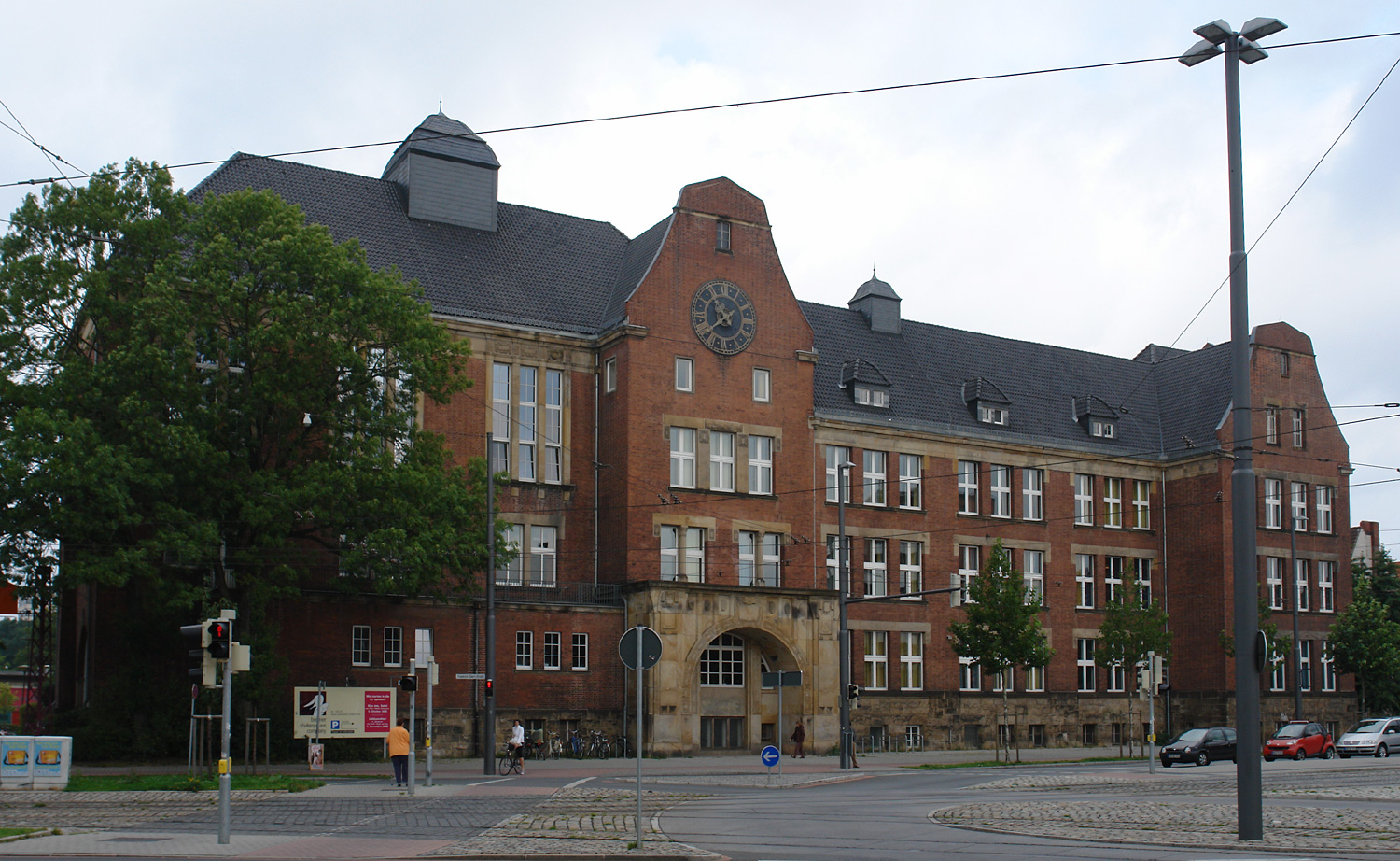
OS am Leibnizplatz

1. Oberschule Habenhausen in Habenhausen
2. Wilhelm-Kaisen-Oberschule; Valckenburghstraße in der Neustadt
3. Oberschule am Leibnizplatz in der Neustadt
4. Oberschule Roter Sand; Butjadinger Straße in Woltmershausen
5. Oberschule an der Hermannsburg in Huchting
6. Roland zu Bremen Oberschule in Huchting

#### West

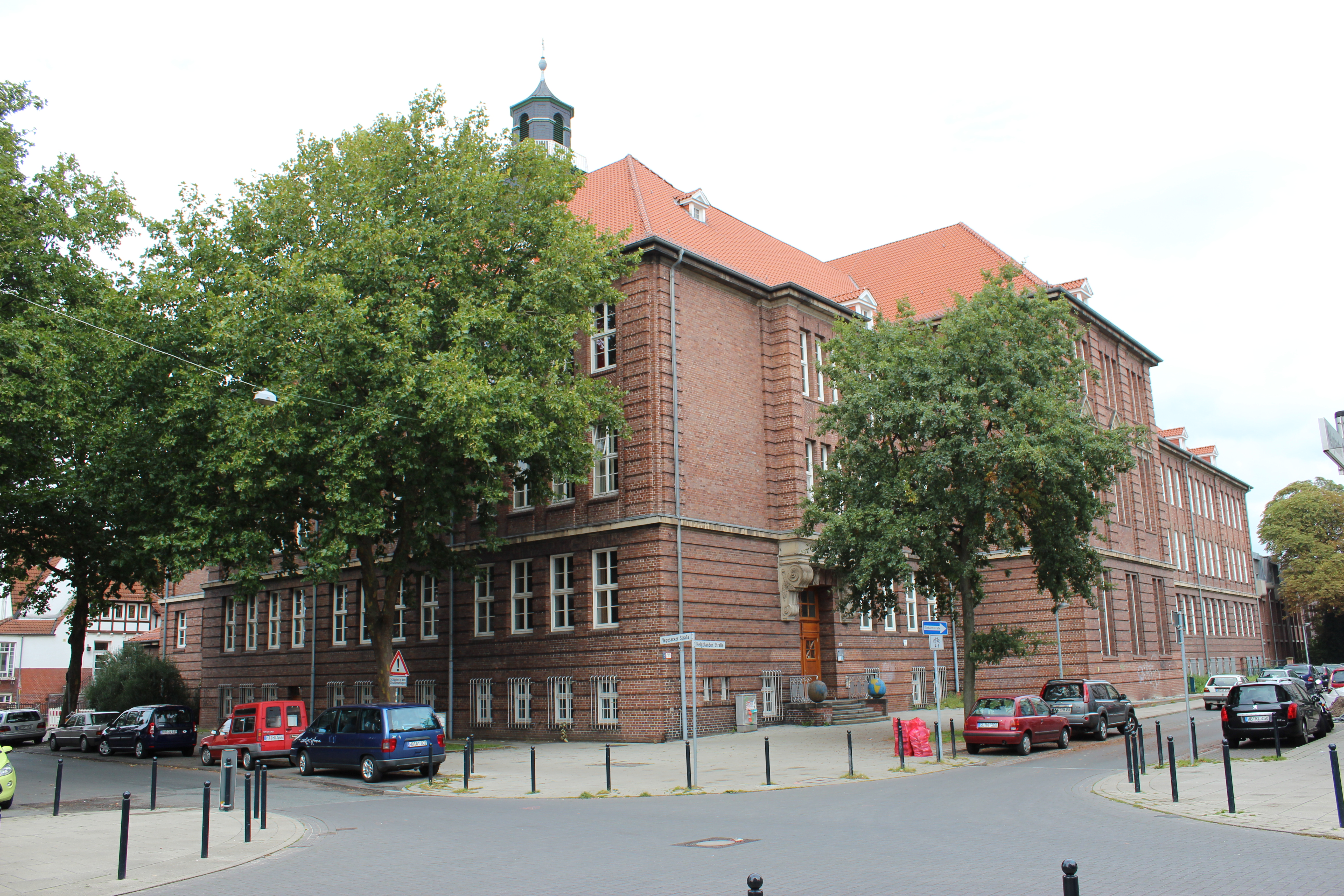
OS Helgolander Straße

1. Oberschule im Park, Am Oslebshauser Park 1/3 in Oslebshausen
2. Neue Oberschule Gröpelingen in Gröpelingen, Ernst-Waldau-Straße 1a
3. Gesamtschule Bremen-West in Gröpelingen, Lissaer Straße 7
4. Oberschule am Waller Ring in Walle, Bremerhavener Straße 83
5. Oberschule Helgolander Straße 67 in Walle
6. Oberschule Findorff in Findorff, Gothaer Straße 60 und zwei weiteren Standorten
7. Oberschule Ohlenhof, Halmerweg 71 in Gröpelingen

#### Berufliche Fachoberschulen (FOS)
1. Fachoberschule für Gesundheit und Soziales in der Berufsbildende Schule für Gesundheit, Pflege und Soziales
2. Fachoberschule für Gesundheit und Soziales am Schulzentrum des Sekundarbereichs II  Neustadt, Delmestraße
3. Fachoberschule des Technischen Bildungszentrums am Schulzentrum des Sekundarbereichs II in Bremen-Mitte, An der Weserbahn
4. Fachoberschule für Wirtschaft und für Technik am Schulzentrum des Sekundarbereichs II Utbremen, Meta-Sattler-Straße
5. Fachoberschule für Gestaltung in der Wilhelm Wagenfeld Schule in Huchting
6. Fachoberschule Wirtschaft und Verwaltung am Schulzentrum Bördestraße

### Bremerhaven

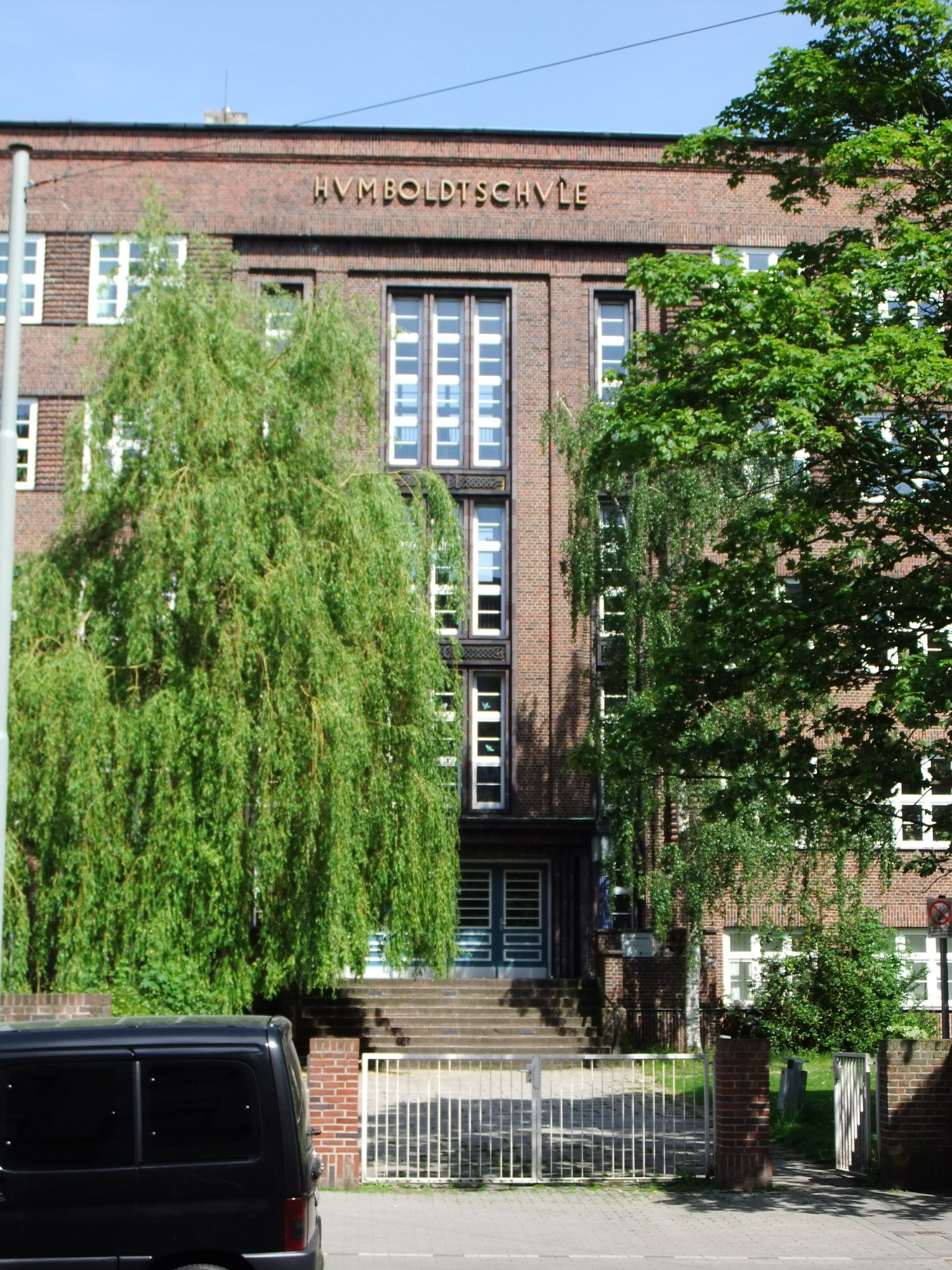
Humboldtschule

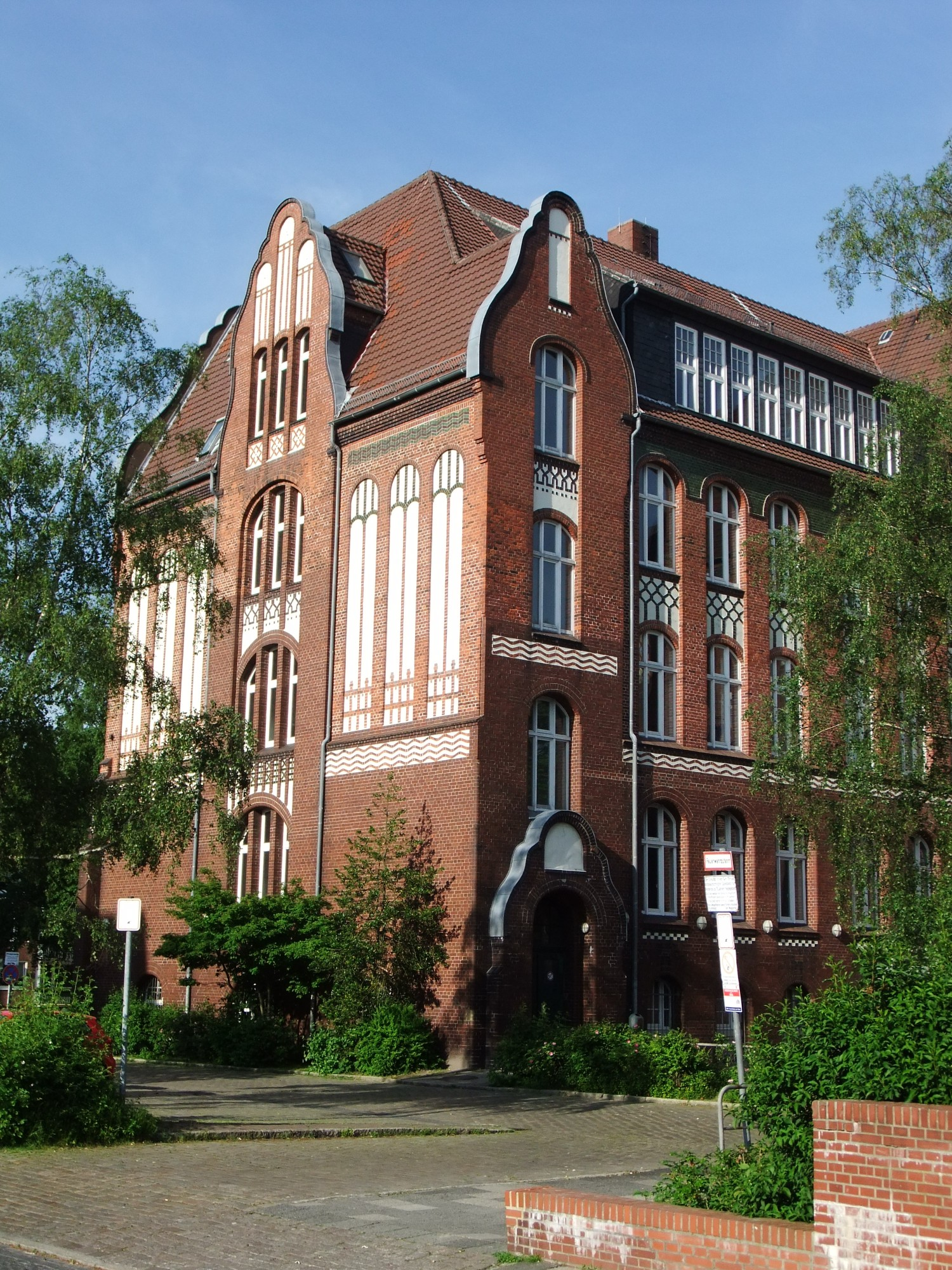
Wilhelm-Raabe-Schule

#### Oberschulen
2010 und 2011 starteten in Bremerhaven die neuen zehn Oberschulen
1. Gaußschule II in Lehe
2. Schulzentrum Carl von Ossietzky Oberschule in Geestemünde
3. Heinrich-Heine-Schule in Leherheide
4. Humboldtschule in Geestemünde
5. Immanuel-Kant-Schule in Geestemünde
6. Johann-Gutenberg-Schule in Leherheide
7. Paula-Modersohn-Schule in Wulsdorf
8. Schule am Ernst-Reuter-Platz in Lehe (ex Lessingschule)
9. Schule Am Leher Markt in Lehe
10. Wilhelm-Raabe-Schule in Geestemünde

#### Berufliche Fachoberschulen (FOS)
1. Fachoberschule Technik am BS DGG des Schulzentrums Carl-von-Ossietzky in Geestemünde
2. Fachoberschule Gesundheit und Soziales an der Lehranstalten für Sozialpädagogik und Hauswirtschaft (LSH) in Mitte
3. Fachoberschule Ernährung und Hauswirtschaft an der Lehranstalten für Sozialpädagogik und Hauswirtschaft (LSH) in Mitte
4. Fachoberschule Wirtschaft an der Kaufmännische Lehranstalten (KLA) in Mitte